# Antoni Browarczyk
Antoni Browarczyk (ur. 21 października 1961 w Gdańsku, zm. 17 grudnia 1981 tamże) – jedna z pierwszych i najmłodszych ofiar stanu wojennego w Polsce.

## Życiorys
Był kibicem Lechii Gdańsk, uczestnikiem duszpasterstwa dominikańskiego, angażował się w rozwieszanie plakatów „Solidarności”. W działalność przeciwko wprowadzenia stanu wojennego aktywnie włączył się już 13 grudnia 1981 roku. W nocy z 13/14 grudnia 1981 roku był świadkiem aresztowań działaczy „Solidarności”. 16 grudnia uczestniczył w walkach ulicznych w Gdańsku. 17 grudnia został śmiertelnie postrzelony w głowę przez funkcjonariusza Milicji Obywatelskiej. Został pochowany na gdańskim Cmentarzu Łostowickim.
13 grudnia 2008 Antoni Browarczyk został pośmiertnie odznaczony przez Prezydenta RP Lecha Kaczyńskiego Krzyżem Kawalerskim Orderu Odrodzenia Polski za wybitne zasługi w działalności na rzecz przemian demokratycznych w Polsce.

## Okoliczności śmierci

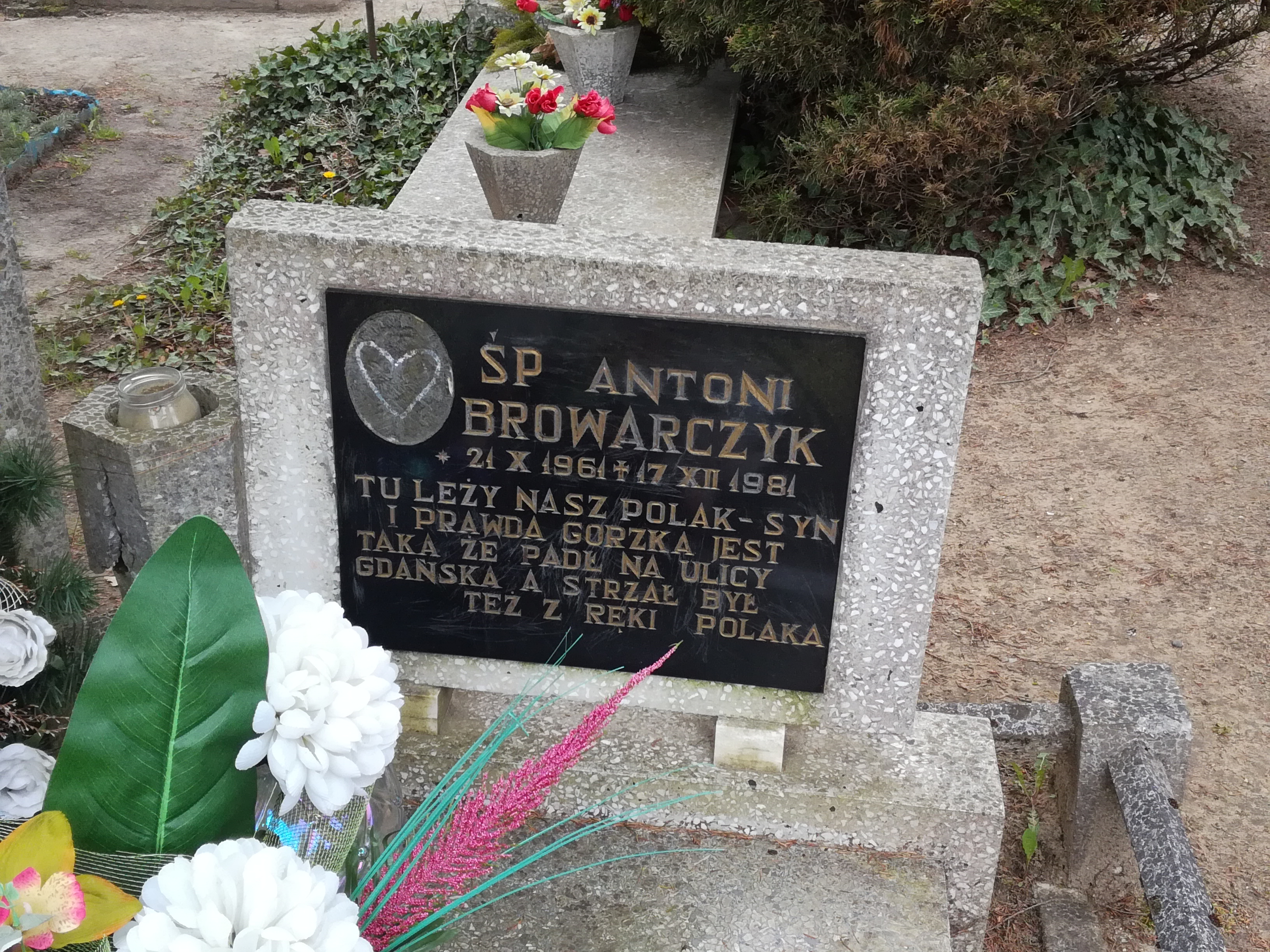
Grób Antoniego Browarczyka na Cmentarzu Łostowickim

17 grudnia 1981, powracając do domu z praktyki w zakładzie elektromechanicznym, Antoni Browarczyk natrafił na demonstrację pod gdańską siedzibą Komitetu Wojewódzkiego Polskiej Zjednoczonej Partii Robotniczej. Mimo że nie wziął w niej udziału, został trafiony w głowę wystrzelonym pociskiem.
Jego ciało zostało przetransportowane do Szpitala Wojewódzkiego w Gdańsku. Ławka uliczna, na której go przenoszono, została obrzucona petardami. W szpitalu stwierdzono uszkodzenie rdzenia kręgowego i pnia mózgu. W wyniku resuscytacji przywrócono krążenie krwi, ale Browarczyk pozostał w stanie śmierci klinicznej. Zmarł sześć dni później (23 grudnia), jednak najbliższa rodzina, która przedostała się do szpitala dzień po tragedii, twierdzi, że śmierć była natychmiastowa. Ciało zmarłego nie zostało wydane rodzinie, dopiero po dwóch tygodniach rodzina otrzymała zgodę na pogrzeb, który odbył się 31 grudnia 1981 roku.
Bezpośredni sprawca zabójstwa nie został nigdy odkryty.

## Upamiętnienie

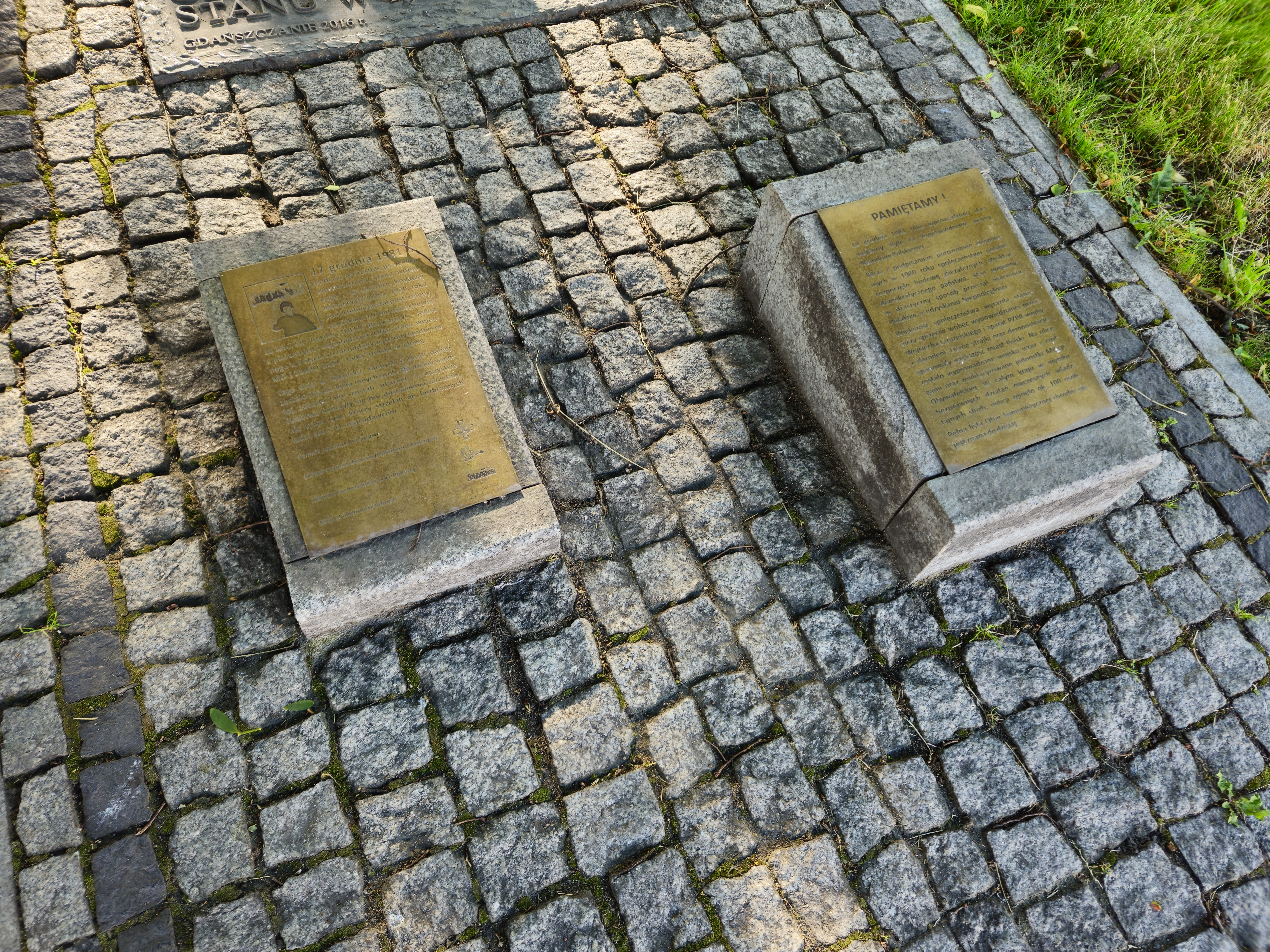
Tabliczki opisujące historię Antoniego.

W 2011 powstała inicjatywa budowy pomnika upamiętniającego Antoniego „Tolka” Browarczyka i pozostałe gdańskie ofiary stanu wojennego. Kibice Lechii Gdańsk aktywnie zaangażowali się w akcję zbierania podpisów poparcia dla tej inicjatywy. Odsłonięcie pomnika nastąpiło 13 grudnia 2016.